# Beijing Olympic Green Tennis Court

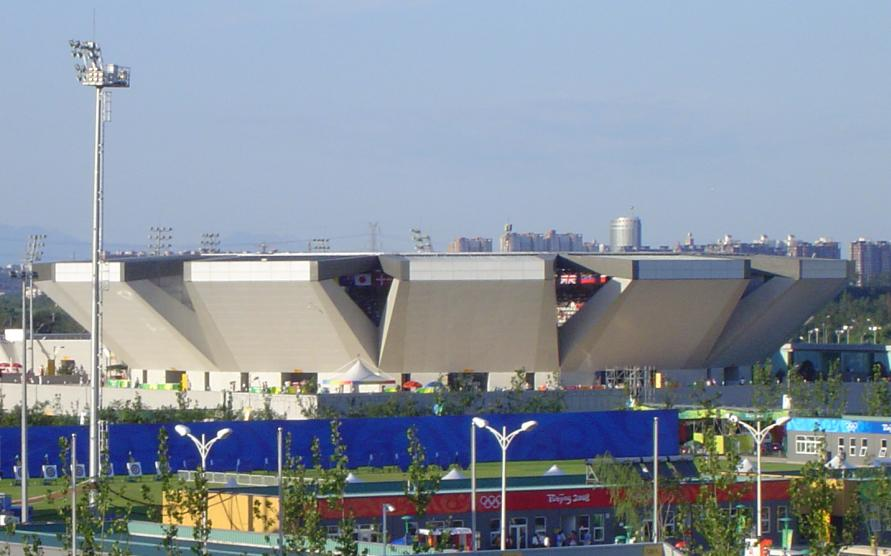
Het center court

Het Beijing Olympic Green Tennis Court of Olympic Green Tennis Center (vereenvoudigd Chinees: 北京奥林匹克公园网球中心; traditioneel Chinees: 北京奧林匹克公園網球中心; pinyin: Běijīng Àolínpǐkè Gōngyuán Wǎngqiúzhōngxīn) is een tennisstadion in de Chinese hoofdstad Peking. 
Hier vonden de tenniswedstrijden plaats tijdens de Olympische Zomerspelen van 2008 en de wedstrijden rolstoeltennis tijdens de Paralympische Zomerspelen van 2008. Esther Vergeer, Korie Homan en Sharon Walraven wonnen er goud op de Paralympische Zomerspelen. Sinds 2009 vindt hier jaarlijks het China Open plaats.
Het complex bestaat uit het Diamond Court (15.000 zitplaatsen), Center Court (10.000 zitplaatsen), Moon Court (4.000 zitplaatsen) en negen gewone wedstrijdbanen (samen 2.200 zitplaatsen). 